# Louis Thiétard
Louis Thiétard (* Anzin, 31 de maio de 1910 - † Saint-Gilles-Croix-de-Vie, 21 de janeiro de 1998). Foi um ciclista francês, profissional entre 1932 e 1950, cujos maiores sucessos desportivos obteve-os na Volta a Espanha onde obteve 2 vitórias de etapa na edição de 1942.

## Palmarés
| 1934 - 1º na Paris-Camembert - 1º na Paris-Hénin Liétard - 1º na Paris-Laigle 1935 - Tour de Doubs - 1 etapa do Circuit des Deux-Sèvres 1937 - 1º em Polymultipliée 1938 - 1º no Tour de Mosela - 1º no Circuit de Lorena 1939 - Paris-Caem | 1942 - 2 etapas da Volta a Espanha - 1º no Grande Premi de l'Auto - 1º no encontro Franco-Belga - Vencedor de uma etapa do Circuito do Norte 1943 - 1º no Grande Premeio d'Aix em Provence 1945 - Paris-Caem - 1º no Grande Prêmio François-Faber 1946 - 1 etapa na Volta à Suíça - Campeão da França de contrarrelógio - 1º no Grande Prêmio da Europa em Lyon 1947 - 1º no Prêmio de Arras - 1º no Prêmio de Moutiers |

### Resultados no Tour de France
- 1935. 36º da classificação geral
- 1936. 13º da classificação geral
- 1937. Abandona (6ª etapa)
- 1939. 17º da classificação geral
- 1947. Abandona (1º etapa)
- 1948. 8º da classificação geral
- 1949. Abandona (4ª etapa)

### Resultats à Volta a Espanha
- 1942. 15è da classificação geral general e vencedor de 2 etapas